# Androcymbium crenulatum
Androcymbium crenulatum là một loài thực vật có hoa trong họ Colchicaceae. Loài này được U.Müll.-Doblies, E.G.H.Oliv. & D.Müll.-Doblies mô tả khoa học đầu tiên năm 2002.